# Anselm J. McLaurin
Anselm J. McLaurin (Brandon, 1848. március 26. – Brandon, 1909. december 22.) az Amerikai Egyesült Államok szenátora (Mississippi, 1894–1895 és 1901–1909). Robin Williams anyai ükapja.